# Biển Myrtoa

Biển Myrtoa thường không được đánh dấu ở bản đồ hiện đại. Theo mô tả thời cổ đại, nó nằm giữa Cyclades và bán đảo Peloponnesos

Biển Myrtoa (Mirtoa) (tiếng Hy Lạp: Mυρτώο Πέλαγος, Myrtöo Pelagos) là một nhánh của Địa Trung Hải nằm giữa Cyclades và Peloponnesos. Biển được xem là một phần của biển Aegea, là phía Nam của Euboea, Attica, và Argolis.  Lưu trữ ngày 12 tháng 3 năm 2007 tại Wayback Machine Nước ở Biển Đen đã thông với biển Myrtoan thông qua biển Aegean. (Saundry, Hogan & Baum. 2011) Vịnh Saronic, một vịnh ở Athen, có địa lý nằm giữa kênh Corith và biển Myrtoa.

## Các tên gọi
Biển Myrtoa được đặt theo tên của anh hùng huyền thoại Myrtilus, người bị ném xuống biển bởi sự tức giận của Pelops. Tên này cũng có liên quan đến tên Myrto thời con gái. Ngoài ra, tên biển cũng được cho là lấy tên từ hòn đảo nhỏ có tên Myrtus.

## Các nguồn tham khảo cũ
- Horace makes a reference to Mare Myrtoum in Liber I, Carmen I, line 14 ("Ad Maecenatem").
- Pliny the Elder (iv. 11. s. 18) coi biển Myrtoa là một phần của biển Aegea.
- Strabo nêu cách phân biệt giữa biển Myrtoa và biển Aegea; Strabo đã viết rằng Aegea là nơi tận cùng của mũi đất Sunium ở Attica.

## Các nguồn tham khảo mới
- Peter Saundry, C.Michael Hogan & Steve Baum. 2011. Biển Crete. Bách khoa toàn thư Trái Đất. Eds.M.Pidwirny & C.J.Cleveland. Hội đồng Khoa học & Môi trường Quốc gia. Washington DC.